# Katedra św. Aidana w Enniscorthy
Katedra św. Aidana w Enniscorthy (ang. St. Aidan’s Cathedral) – katedra rzymskokatolicka w Enniscorthy. Główna świątynia diecezji Ferns. Mieści się przy Cathedral Street.
Budowa świątyni zakończyła się w 1843, konsekrowana w 1843. Reprezentuje styl neogotycki. Zaprojektowana przez architekta Augustus Welby Northmore Pugina. Posiada wieżę.